# Порошковая окраска

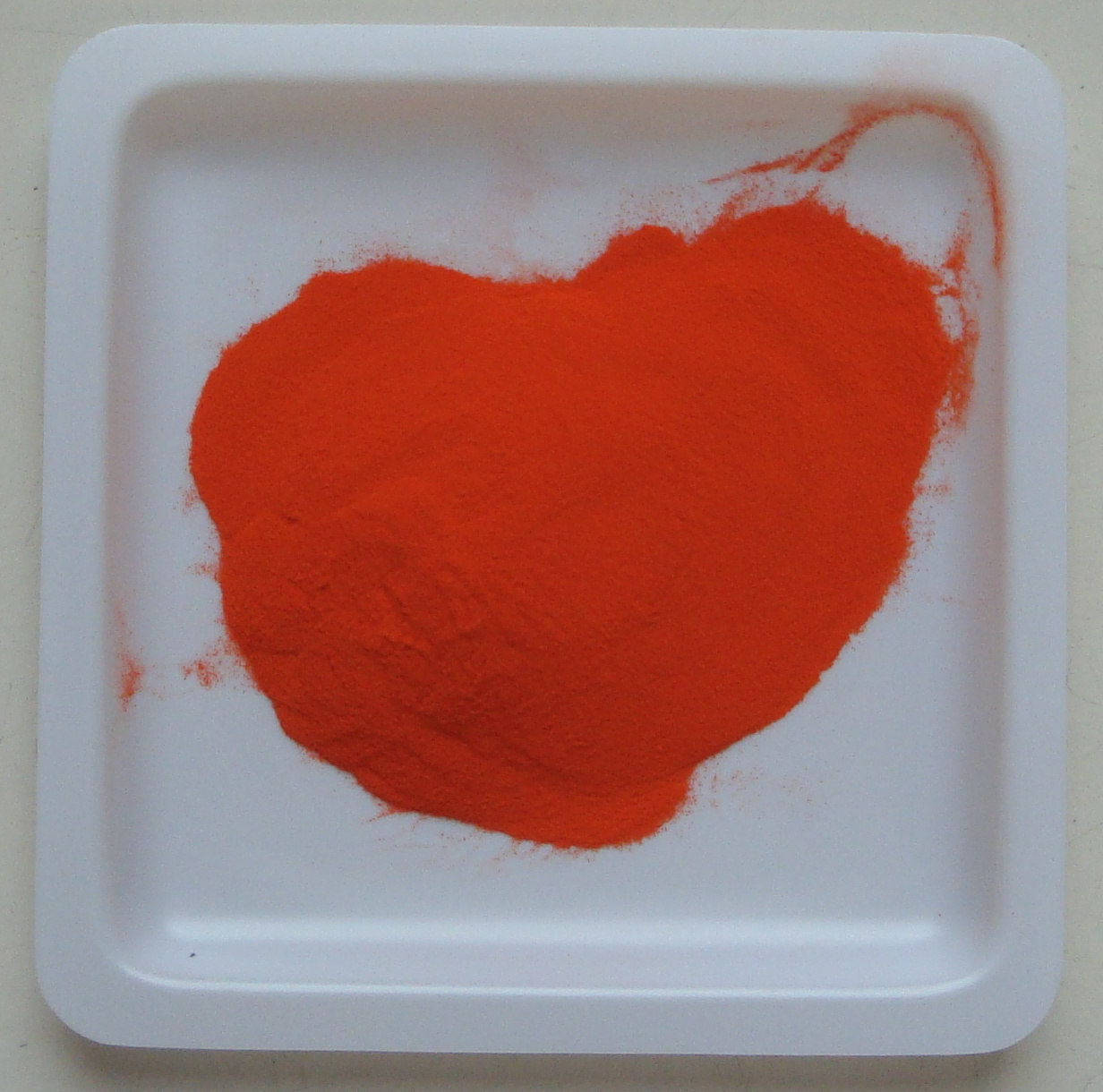
Порошковая краска

Порошковая покраска — метод получения полимерных покрытий с высокими защитными и декоративными свойствами. Способ порошкового окрашивания является популярной альтернативой нанесению жидких лакокрасочных материалов для деталей, допускающих термообработку.

## Суть метода порошковой окраски
На очищенное изделие напыляется порошковая краска. В процессе напыления частицы порошковой краски электрически заряжаются от внешнего источника или электризацией при трении.
Электрическим полем частицы порошковой краски переносятся к окрашиваемому изделию, которое имеет противоположный заряд. Неосевшие на изделие частицы порошковой краски улавливаются в окрасочной камере напыления и могут быть использованы для повторного напыления, что невозможно при использовании обычных жидких красок.
Далее изделие с нанесённой порошковой краской переносится в камеру полимеризации для «запекания» краски.
В процессе формирования покрытия из нанесённого порошкового слоя создается монолитное качественное покрытие на поверхности изделия.
Процесс формирования покрытия осуществляется путём нагрева слоя порошковой краски до состояния его оплавления с образованием монолитного слоя. При последующей обработке в результате отвердения (для термореактивных материалов) или охлаждения (для термопластичных материалов) слоя образуется твердая плёнка.
Оплавление порошковых красок делится на три стадии: 1) порошок оплавляется и переходит в вязко-текучее состояние; 2) образуется монолитный слой из оплавленных частиц порошка; 3) окрашиваемая поверхность смачивается расплавленным полимером, вследствие чего формируется покрытие.

### Основные области применения
- окрашивание любых металлических комплектующих для изделий;
- окрашивание готовых металлических изделий, которые выдерживают нагрев до 200 градусов по Цельсию;
- окрашивание керамики и стеновых камней;
- окрашивание МДФ, стекла.

Перечень изделий, которые могут быть окрашены порошковыми красками, достаточно широк. Существуют отрасли промышленности, где особенно быстро растут темпы потребления порошковых красок. Примером могут служить покрытия внутренней поверхности труб для буровых нефтяных скважин и перекачивания нефти, функционирующие в условиях, где такие факторы, как повышенное давление, высокие температуры и присутствие вызывающих коррозию сред, способны оказывать разрушающее воздействие практически на все покрытия (за редким исключением).

### Оборудование для порошковой окраски
Порошковые краски наносят на детали либо электростатическим распылением, либо их погружением в псевдоожиженный слой порошковой краски (с электризацией частиц или без неё), либо методом газопламенного распыления.
Швейцарская компания GEMA в начале 70-х впервые в мире успешно внедрила высоковольтный каскад в окрасочный пистолет.
Для запекания порошковой краски используются печи полимеризации.
Печь полимеризации — закрытая камера, внутренний рабочий объём которой нагревается до необходимой для полимеризации температуры. Окрашиваемое изделие помещается внутрь камеры, где и происходит полимеризация порошкового покрытия.